# Latsari (Tuban)
Latsari is een bestuurslaag in het regentschap Tuban van de provincie Oost-Java, Indonesië. Latsari telt 7489 inwoners (volkstelling 2010).